# Wake Me Up Before You Go Go
《離去之前叫醒我》（英語：Wake Me Up Before You Go-Go）是英國前雙人男子樂團威猛樂隊（Wham!）在1984年5月所發行的單曲，此單曲在英美兩地雙雙摘冠，這使得威猛樂隊知名度大漲，旋即成為歐美樂壇上最炙手可熱的男子樂團。

## 內容

### 歌曲簡介
〈離去之前叫醒我〉詞曲都出自乔治·迈克尔（George Michael）之手，這首歌曲的創作靈感來自於他的樂團夥伴安德魯（Andrew Ridgeley）寫給爸媽的一張便條紙。喬治·麥可和安德魯在高中時期就已認識，由於兩人都熱愛音樂，因此很快成為死黨，當年仍是學生的安德魯，為了要雙親早上記得叫他起床，因此在床頭貼了一張便條紙，上面寫著「Wake Me Up Up Before You Go」，其中 「Up」 還不小心寫了兩遍，有次喬治·麥可去他家時發現了這件事，靈感有此而發，只不過喬治·麥可去掉了第二個「Up」 而在句尾將 「Go」 再重複一次，歌名即由此而來。

### 商業成績
〈離去之前叫醒我〉為威猛樂隊第二張專輯《炒熱它》（Make It Big）首支主打歌曲，1984年5月14日先於英國推出單曲，一推出後大受歡迎，5月20日首週進入英國單曲榜立刻攻佔第4名，第二週即躍昇至冠軍並蟬連了兩週，成為威猛樂隊首支全英冠軍單曲。〈離去之前叫醒我〉在英國奪得好成績之後，唱片公司順勢轉往美國市場推廣宣傳此曲，就在音樂影片強力的推波助瀾下，此曲在1984年9月8日進入美國告示牌單曲榜，首週成績為第80名。〈離去之前叫醒我〉在進榜後，歌曲和樂團的聲勢大漲，此曲在單曲榜上的名次不斷向上竄升，終於在11月17日摘下三週冠軍，成為威猛樂隊首支全美冠軍單曲，單曲在美銷售數字突破百萬張。〈離去之前叫醒我〉在1995年告示牌年終百大單曲榜更高居第3名。
1985年是威猛樂隊在西洋樂壇大放光彩的一年，除〈離去之前叫醒我〉攻佔1985年年終榜第3名之外，同專輯中另一首冠軍單曲〈無心的呢喃〉還擊敗了瑪丹娜的〈宛如處女〉成為告示牌1985年年度最佳單曲。

### 樂壇影響
〈離去之前叫醒我〉被美國滾石雜誌遴選「100 Best Singles of 1984: Pop's Greatest Year」為第50名。

## 資料來源
1. ↑  .   [2016-04-23]. （原始内容存档于2016-04-30）.
2. ↑  .   [2016-04-23]. （原始内容存档于2016-05-14）.
3. ↑  .   [2016-04-23]. （原始内容存档于2022-01-23）.
4. ↑  .   [2016-04-23]. （原始内容存档于2022-05-05）.
5. ↑  .   [2016-04-23]. （原始内容存档于2021-12-02）.
6. ↑  .   [2016-04-23]. （原始内容存档于2016-04-25）.
7. ↑  .   [2016-04-23]. （原始内容存档于2020-10-21）.
8. ↑  .   [2016-04-23]. （原始内容存档于2020-11-18）.
9. ↑  RIAA官網Wake Me Up Before You Go Go銷售資料
10. ↑  .   [2016-04-23]. （原始内容存档于2018-02-22）.